# 華盛頓地鐵
華盛頓都會區捷運系統，即都會鐵路（英語：Metrorail），一般簡稱華盛頓地鐵或華盛頓捷運，為美國第二繁忙的城市軌道交通系統，僅次於紐約地鐵，於1976年開始營運。服務範圍大致为華盛頓都會區核心城市包含華盛頓特區及鄰近馬里蘭州的喬治王子縣、蒙哥馬利縣、及維吉尼亞州的費爾法克斯郡、阿靈頓縣、亞歷山卓市、瀑布教堂、勞登縣。
華盛頓地鐵及都会巴士均由華盛頓都會區交通局擁有及營運。不同於紐約市、費城及波士頓的地鐵系統，華盛頓地鐵是依據搭乘距離和平峰時段計費，而車站月台及路軌也較東岸其他大城的地鐵系統大。进出站感应卡名为SmarTrip。
自1976年開通以來，華盛頓地鐵已經發展至6條線路，共有98個車站及208公里長的軌道。

## 歷史
1960年代時，曾有在華盛頓都會區建造大量高速公路的計畫，然而對此計劃的反對聲浪卻日益增加，後來終於由一個混合了首都環狀高速公路（495號州際公路）及數條放射狀鐵路的新計畫取而代之。

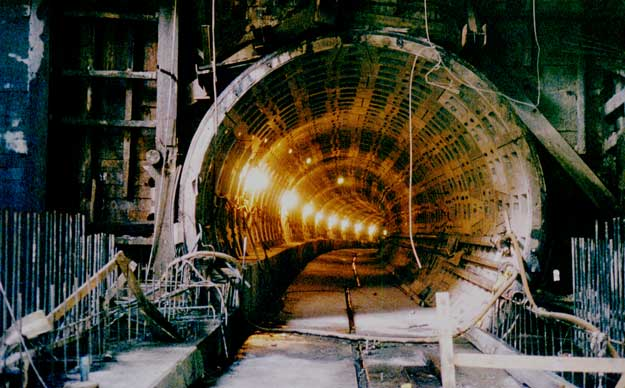
1989年海軍造船廠站（Navy Yard）的地鐵工地

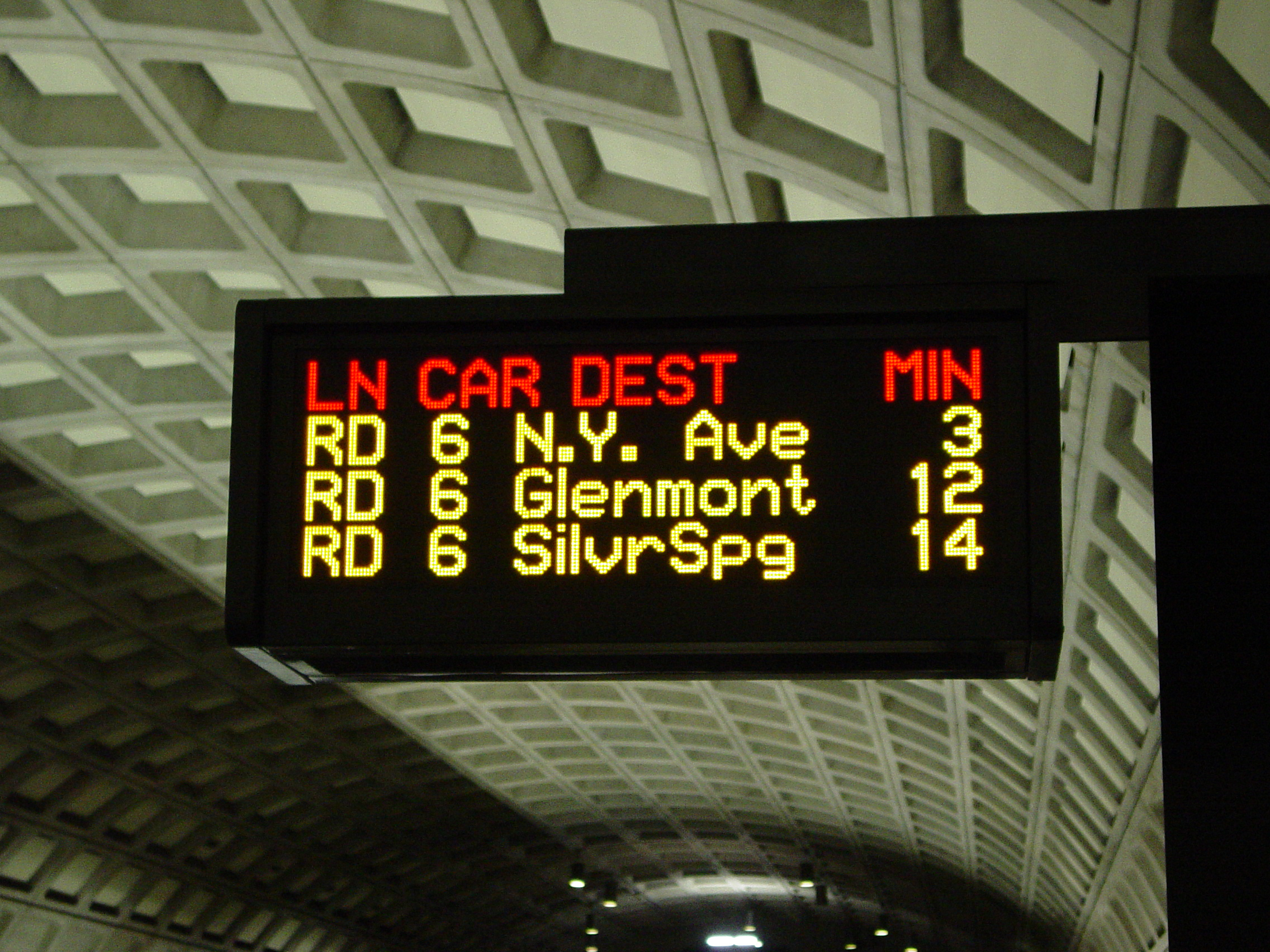
地鐵站內的資訊顯示器（PIDS）

1960年，聯邦政府成立了國家首都運輸辦事處（National Capital Transportation Agency）以發展大眾捷運系統。1966年，聯邦政府通過了成立華盛頓都會區交通局（Washington Metropolitan Area Transit Authority）的法案，計畫一座總長158公里的捷運系統的權力於是於1968年由首都運輸辦事處轉移至交通局，1969年開始動工，1976年3月27日，長7.4公里的捷運系統開始營運，擁有5座車站，從羅德島大道站（Rhode Island Avenue）至法拉格特北站（Farragut North），同年的7月1日，地鐵延伸至維吉尼亞州的阿靈頓縣；1978年2月6日延伸至蒙哥馬利縣；11月20日延伸至馬里蘭州喬治王子縣；1983年12月17日延伸至維州亞歷山卓市。2001年1月13日，總長166公里、83個車站的系統終於完成，但系統的延伸計畫並未因此停止。2004年12月18日，藍線完成了5.18公里長的延伸段。2022年11月15日，服务于弗吉尼亚州的杜勒斯國際機場和劳登县的银线延伸段终于完工通车。
地鐵工程需要數十億的聯邦資金，原本是由國會在1969年國家首都運輸法案（Public Law 91-143）授權下提供。工程費中90%來自聯邦政府，10%來自地方政府。這項法案在1980年1月3日由公共法96-184（「1979年國家首都運輸修正案」）修正，允許在根據一份1986年7月由華盛頓交通局執行的完整資金資助協議之下，額外增加10億7千萬美元來完成系統中144公里長的部分。這部分金額的25%需要用地方資金支付。1990年11月15日，公共法101-551（「1990年國家首都運輸修正案」）允許額外增加13億美元的聯邦資金來建造166公里的系統中所剩下的21.7公里，並透過資助協議的執行，及63%聯邦／37%地方的資金分配。
華盛頓地鐵在2009年1月20日，美國總統歐巴馬就職禮當日創下最高的單日運量紀錄（約1,120,000人次），打破了2004年6月9日前總統雷根國喪典禮（約850,636人次）及1993年1月20日比爾·克林頓總統就職典禮的紀錄。2007年7月則創下最高單月旅運量紀錄，總共約19,281,809人次，該年6月則創下最高平日（不含假日）平均客流量紀錄，約772,826人次。

## 建筑
许多地铁站由芝加哥建筑师Harry Weese设计，是20世纪后期现代主义建筑。 由于大量使用裸露的混凝土和重复的设计图案，地铁站展示了粗野主义设计风格。这些车站拱顶还受华盛顿新古典主义建筑影响。所有粗野主义车站都位于华盛顿特区下城及邻近城市弗吉尼亚州阿灵顿，而较新的车站则采用了简化的成本效益设计。 
2007 年，地铁的拱顶设计列入美国建筑师学会“美国最喜爱建筑列表”名单中，是唯一一个在美国建筑师协会评选的150项设计中获得一席之地的粗野主义设计。2014年1月，美国建筑师学会宣布将其25周年奖授予华盛顿地铁系统，以表彰其“经受住了25至35年卓越建筑设计”的“具有持久意义的建筑设计”。

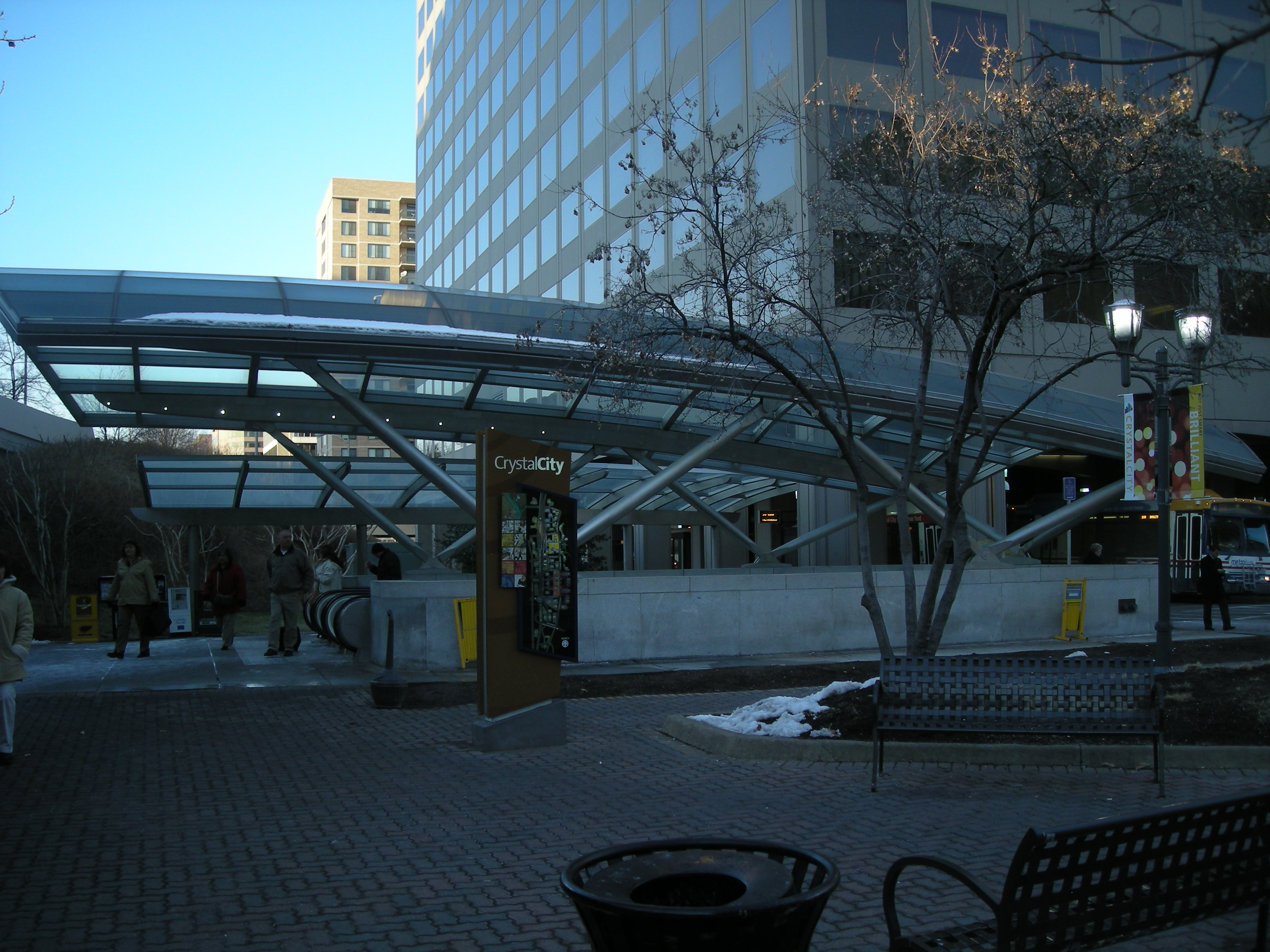
水晶城站，入口电梯上方有顶棚。

从2003年开始，由于自动扶梯因暴露在自然环境中而出现磨损，因此在地铁站的现有出口处增加了檐篷。

## 路線及車站
華盛頓地鐵目前擁有5條營運中的路線，及一條規畫中的路線，全部的86座車站中有40座位於華盛頓特區境內、14座位於喬治王子縣、12座位於蒙哥馬利縣、11座位於阿靈頓縣、6座位於費爾法克斯郡、3座位於亞歷山卓市。地下段全長80公里，地下車站有47座，而高架段全長14公里，地面段全長74公里。待銀線完工後，將增加11座車站，其中8座位於費爾法克斯郡、3座位於維吉尼亞州的勞登郡。最深的車站是紅線上的森林幽谷站（Forest Glen），深達地下60公尺，故該站並未設置電扶梯，僅能透過高速電梯聯絡月台及地面街道（一趟20秒），其鄰近的惠頓站（Wheaton）則有世界上第二長、西半球最長的電扶梯（垂直高度約70公尺）。羅斯林站（Rosslyn）則是橘線和藍線上最深的車站（地下30公尺），該站的地面層與地下的轉換夾層間設置了世界上第三長的電扶梯（62公尺高），從頂端到底端要花將近2分鐘的時間。
華盛頓地鐵並不以特定一座車站為中心，但地铁中心站（Metro Center Station）卻位於紅線、橘線及藍線三條最繁忙的路線之交會處，為地鐵系統中第二繁忙的大站，也是華盛頓都會區交通局的主要營業部所在地。地鐵也另外設計了五座可容納大量人潮的「核心車站」：畫廊–中國城站（Gallery Place–Chinatown，紅、黃、綠三線交會）、朗方廣場站（L'Enfant Plaza，橘、藍、黃、綠四線交會）、聯合車站（Union Station，地鐵系統中最繁忙的大站）、法拉格特北站（Farragut North，地鐵第三繁忙的大站）及法拉格特西站（Farragut West，地鐵第四繁忙的大站）。為了應付換乘站之間的龐大人潮，交通局正評估在鄰近的核心站之間新增人行地下道的可能性，比如在紅線上相鄰的地鐵中心站及畫廊站之間設置一座230公尺長通道的計畫，將使乘客可以徒步往返兩站間換乘橘、藍、黃、綠四線，而免於在紅線月台上等車往返兩站間的時間；法拉格特北站及法拉格特西站間的通道計畫，則能便於乘客換乘橘、藍、紅三線，紓解地鐵中心站的換乘需求，使其降低約11%。
每逢假日或特定節慶如美國獨立日或總統就職典禮時，華盛頓地鐵會採用特殊的列車營運模式，以提供民眾抵達國家廣場的交通工具。有時地鐵為了紓解壅擠的情形，甚至會規定部分車站僅可進站或出站。
華盛頓地鐵路網大抵設計成輻射狀，以便於列車自郊區前往城市的任一地方，但卻不利於郊區及郊區間的往來，相關單位提出了紫線的計畫以矯正此一弊病。值得注意的是，華盛頓地鐵系統中常常有多條路線共用同一軌道的情形。

### 銀線
銀線是華盛頓地鐵最著名的擴建工程，從橘線延伸出37公里進入勞登郡，途中行經擁有數座大型購物中心的泰森角（Tysons Corner）及杜勒斯國際機場。杜勒斯機場的聯外軌道系統在華盛頓地鐵通車的1976年之後早已付諸討論。目前的銀線計畫在2002年正式提出，2004年得到聯邦交通管理局認可。 經過了數次的延宕，2008年12月才獲得了聯邦政府為銀線籌備的資金， 並於2009年3月開工。 工程將分為二期進行，第一期工程到達維吉尼亞州威利-雷斯顿东（Wiehle–Reston East），2014年通車；第二期工程行經杜勒斯機場，最後阿什本站作為終點站，2022年秋竣工。

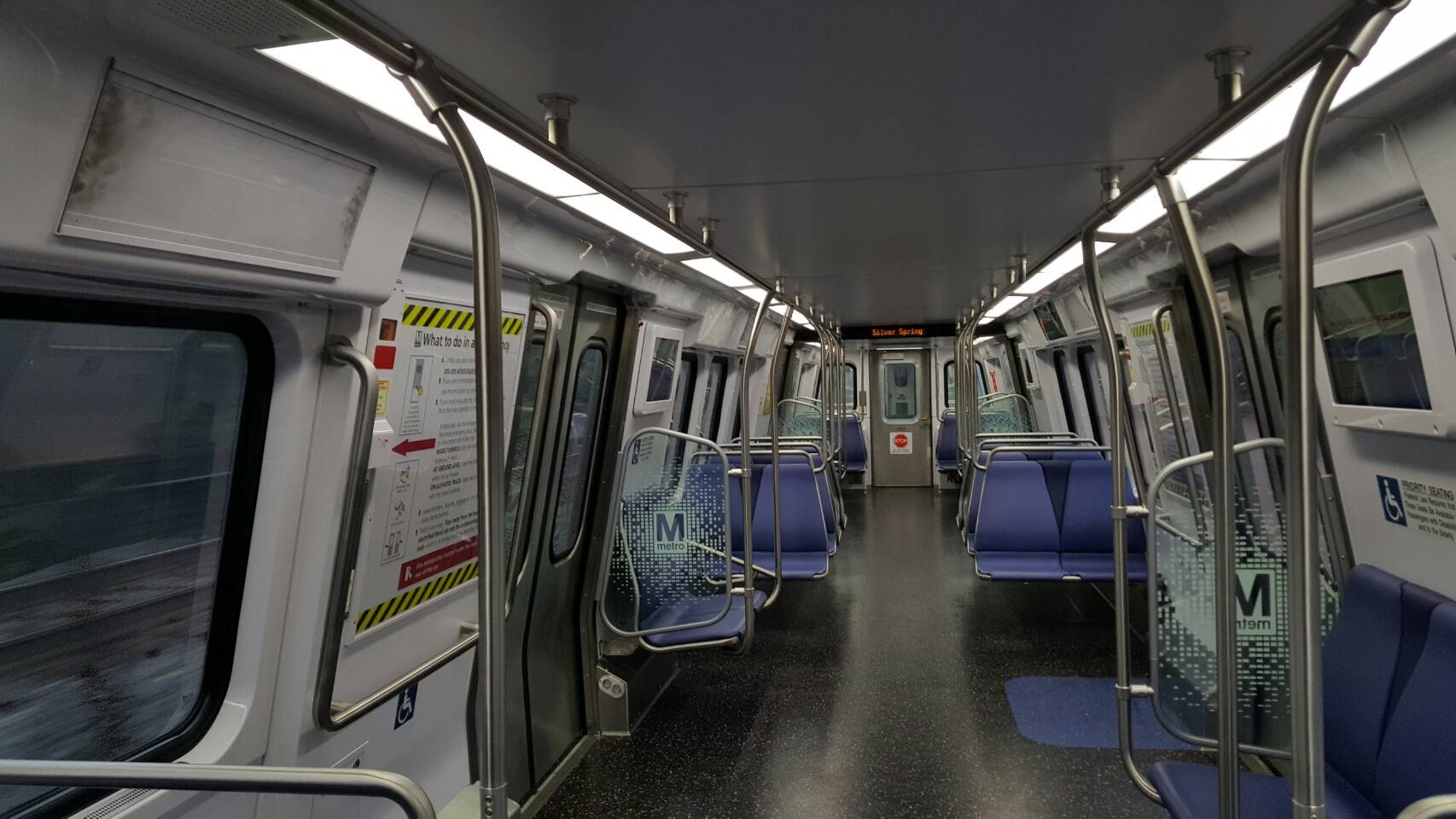
车厢内部2016年，7000系列列车的内部混合使用了横向（车厢中部）和纵向（门两侧）座椅。

| 路線名 | 啟用   | 車站 | 距離  | 距離  | 總站            | 總站       |
| 路線名 | 啟用   | 車站 | 英里  | 公里  | 西／南          | 東／北     |
| ------ | ------ | ---- | ----- | ----- | --------------- | ---------- |
|        | 1976年 | 27   | 31.9  | 51.3  | 涼蔭叢          | 格蘭蒙特   |
|        | 1977年 | 27   | 30.3  | 48.8  | 法蘭克尼亞-春田 | 拉戈市中心 |
|        | 1978年 | 26   | 26.4  | 42.5  | 維也納          | 新卡羅頓   |
|        | 1983年 | 21   | 15.07 | 24.25 | 亨丁頓          | 绿带       |
|        | 1991年 | 21   | 23.04 | 37.08 | 分支大道        | 綠帶       |
|        | 2014年 | 34   | 41.1  | 66.1  | 阿什本          | 拉戈市中心 |

## 車輛
華盛頓地鐵系統共有1126節車廂，每節長約23公尺，行車速度最高可達95公里／小時，若納入靠站停車的時間，平均行車速度則為53公里／小時。所有列車均以雙車廂電車組（married pair）形式營運。目前華盛頓地鐵一般在尖峰時刻出動850輛車，其中814輛車行駛提供服務，剩下的16輛作為後勤之用。地鐵最早訂購的300輛列車是由羅爾公司（Rohr, Inc.，今主要生產航天設備）於1978年製造。這些列車自1000編號至1299，在1990年代中期停用。第二批訂貨的76輛車則由米蘭的布雷達公司（Società Italiana Ernesto Breda）製作，在1983年和1984年交貨，本批列車則自2000編號至2075，於2000年代初停用後由阿爾斯通公司置於紐約州的霍內爾（Hornell）。第三批同樣由布雷達製造的列車有288輛，於1984年和1988年產出，自3000編號至3291同樣由阿爾斯通在2000年代停用。第四批布雷達製的列車自從4000編號至4099於1992年和1994年交貨。第五批則有192輛車，由西班牙的CAF（Construcciones y Auxiliar de Ferrocarriles）製造，自5000編號至5191，自2001年起停用直至2004年。第六批來自阿爾斯通的184輛車在2005年和2007年交貨，車殼在巴塞隆納製作，在霍內爾完成裝配。
華盛頓地鐵的列車均由自動列車控制裝置（ATC）及自動列車運行裝置（ATO）控制，可以使列車自動加速或煞車。然而每一列列車均有一名隨車員負責開關車門（仍可設定為自動開關）、對乘客宣布事項及監督列車是否運行正常，甚至可在必要時手動駕駛列車。
目前發展中的7000系列列車計畫於2012年投入服務。有異於之前的類型，本批列車將採用四輛一組的形式營運，載客量也更大，更捨去了過多的設備，還具有更高的能源效率及更低廉的維修費用。地鐵公司計畫將該型列車增加至748輛，以取代舊型的列車。

## 安全事宜
地鐵規劃者以乘客安全及秩序維護作為優先考量。各地鐵站的拱形天花板及其他場站設備降低犯罪活動發生的機會，月台與車站牆壁刻意分開，以防止破壞公物的行為，也使照明設備的燈光更容易擴散。當局降低犯罪率的用心，結合了以環境設計防止犯罪手段（CPTED，Crime prevention through environmental design）的概念，使得華盛頓地鐵成為全美衛生情況最佳的大眾捷運系統，与垃圾遍地、污水横流、老鼠丛生的纽约地铁成为強烈對比。
華盛頓地鐵由其本身的警察組織都会运输警察局巡察，並負責乘客及地鐵員工的安全，華盛頓公共汽車也包含在其職責內。無論是廣達3千9百平方公里的地鐵服務區域或是46公尺長的公共汽車站內，都屬於他們可以行使管轄權及逮捕權的範圍。都会运输警察局（MTPD）是美國两個職權橫跨三個州級行政區（即華盛頓特區、馬里蘭州及維吉尼亞州）的警察組織之一，另一个是美国公园警察。
只要是華盛頓地鐵的服務區域，不分城鄉皆有相似的法令規範或禁止在列車、公共汽車或站內飲食、吸煙，捷運警察向來以嚴格執法聞名，最有名的案例發生在2000年，捷運警察在特雷鎮-美國大學站（Tenleytown-AU）逮捕了一名於站內吃薯條的12歲女孩。在2004年一次由約翰·格洛佛·羅伯茨（現任美國首席大法官）的裁決中，華府巡迴上訴法庭（the D.C. Circuit Court of Appeals）支持女孩的逮捕行動。從那之後華盛頓都會交通局為了回應媒體的負面報導而通過了一項針對未成年人的政策，改為在一年內犯規3次才予以逮捕。
交通局對於飲食、垃圾及其他亂源的零容忍政策具體表現在破窗效應的犯罪防止的哲學上，還擴及站內的洗手間設備。一項存在已久的政策甚至只允許地鐵員工使用地鐵站內的廁所。現今華盛頓地鐵允許乘客在得到車站人員的同意之後就能使用站內廁所，但在高反恐警報等級期間除外。

### 隨機行李檢查
在2008年10月27日，捷運警察宣佈了立即實施隨機檢查背包、皮夾及其他行李的計畫，乘客在上公車和進入地鐵站之前會受到警方隨機抽檢。交通局宣稱美國聯邦第二巡迴上訴法院（United States Court of Appeals for the Second Circuit）在MacWade v. Kelly的支持下在紐約地鐵實施行李抽檢的決定，是允許華盛頓捷運警察採取類似措施的。然而安全專家布魯斯·施奈爾卻認為這項計畫是「用高調卻無實際效用的措施，來防範電影情節中才會出現的威脅」，暗示了他本人懷疑行李抽檢的措施是否真有改善安全的效用。
地鐵乘客諮詢委員會（Metro's Riders'Advisory Council）建議華盛頓都會交通局的董事會至少舉行一次公開會議來考慮這項抽檢計畫。自2008年12月起，交通局仍未執行過一次行李抽檢。

## 重大事故
華盛頓地鐵以發生過數次嚴重的、導致傷亡的撞車事故，也發生過數次造成少數人或無人受傷的出軌意外，交通局也因忽視安全警告及專家建議而遭致批評。三州組成的委員會負責審查華府交通局，但卻沒有監督權。地鐵的安全部門通常負責調查事故成因，但卻無法要求地鐵其他部門提供建議。

### 撞車事故

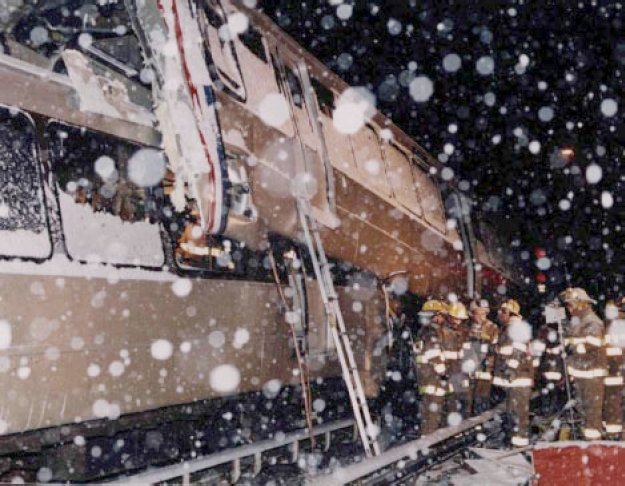
1996年1月6日的涼蔭叢站撞車事故

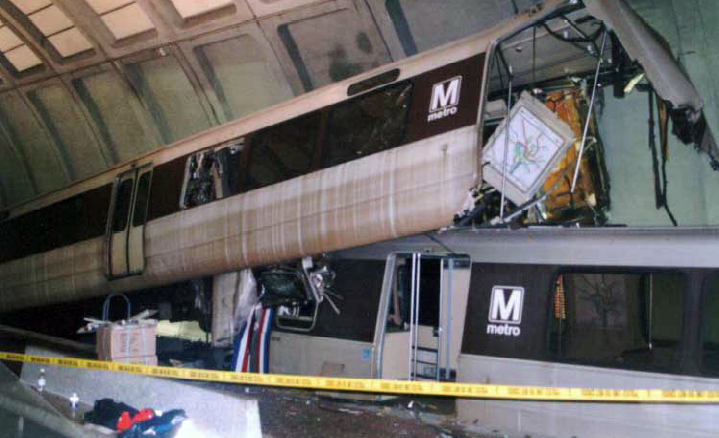
2004年11月3日在伍德利公園–動物園／亞當斯摩根站的撞車事故

在1996年北美暴風雪期間的1月6日，一列四節車廂的地鐵列車在涼蔭叢站（Shady Grove）煞車不及，橫越月台並撞上一列等候調度的空車，造成一名隨車員喪生。後來美國國家運輸安全委員會的調查指出該事件肇因於列車的電腦控制煞車系統故障，並隨後勸告交通局即使是在天氣惡劣的情況下，仍應賦予隨車員手動操作煞車系統的權力，也建議交通局禁止在列車進站的軌道上停放車輛。
在2004年11月3日，一列未營運的紅線列車倒車進入伍德利公園–動物園／亞當斯摩根站（Woodley Park–Zoo/Adams Morgan），撞上一列營運中的靠站列車，造成20人受傷，無人喪命。 為期14個月的報告估計隨車員極可能在倒車進站時未加以注意，官員預計列車若是處在客滿狀態，就會造成79人死亡。之後交通局將該名隨車員開除，並同意在300多輛車上增設倒車保護設備。
2009年6月22日17時2分，發生了紅線列車相撞事故，一列南向列車在托騰堡站（Fort Totten）附近的軌道上停車，另一列同向的列車從後方撞上列車尾部，四節車廂全部疊成一團，將乘客困在車內。該事件造成9人死亡（含隨車員），76人受傷。托騰堡站及塔科馬站（Takoma）間的紅線服務暫停，新罕布夏大道遭到關閉。同年的11月29日凌晨3點，一班列車駛入橘線的西瀑布教堂維修機廠（West Falls Church train yard）撞上另一列列車的尾部，僅造成隨車員輕傷。

### 出軌事故

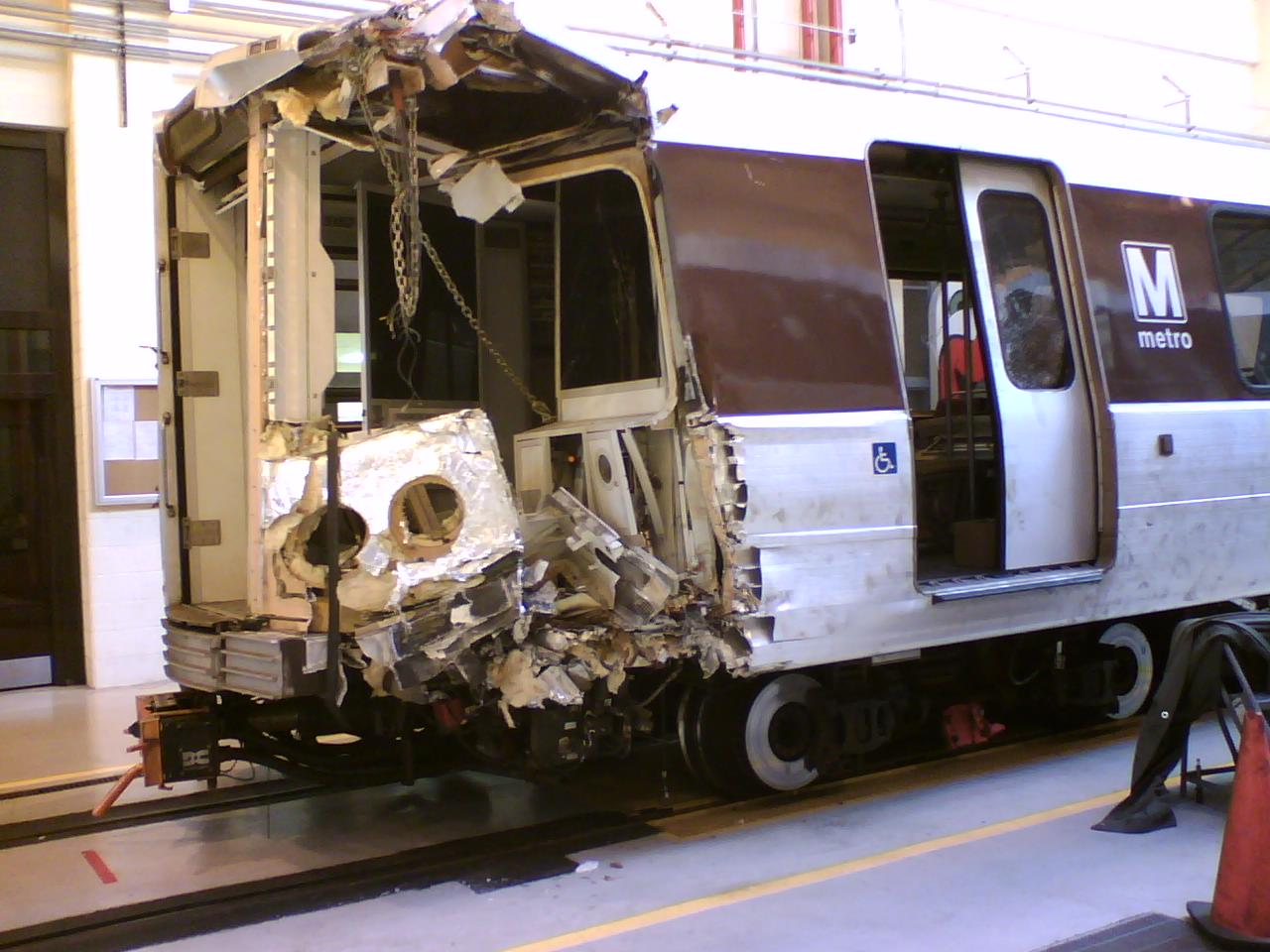
2007年1月7日出軌事件後的綠線列車

1982年1月13日，一列列車在聯邦三角站（Federal Triangle）與史密森尼站（Smithsonian）之間一個失靈的轉轍器出軌。主管人員為了要讓列車回到軌道上，竟未注意到另一輛列車也同樣出軌，並撞上隧道的支撐結構，造成3死25傷。巧合的是該列車事故發生時，佛羅里達航空公司的航班90班機正好由於暴風雪，撞上了五角大廈附近波多馬克河上的14街大橋，奪走78條人命。
2007年1月7日，一列約有120名乘客的列車在華盛頓市中心的維農山莊廣場／第7街-會展中心站（Mount Vernon Square/7th Street–Convention Center）附近出軌，事情發生在該列車正要從南向軌道轉轍至北向軌道時，第五節車廂出軌，造成18人受傷，並導致了從隧道中救援60人的行動。至少1人有嚴重但不致命的傷勢。2008年6月9日，一列2000系列的橘線列車在羅斯林站及府站（Court House）中間出軌。

### 停運事故
2016年3月14日，華盛頓地鐵的一條隧道周一曾發生供電軌火警，導致三條線嚴重延誤，多名乘客不適，一名乘客死亡。當局為安全起見，決定關閉整個系統長達29小時，以檢查全線六百條供電軌。鑑於交通勢因地鐵停運大受影響，有議員建議，應讓聯邦政府員工休假或遙距工作。不少華盛頓市民對地鐵全面停駛一天檢查表示不滿。

## 安全措施
在針對美國數次大眾捷運事故的調查之後，華盛頓都會交通局於2009年7月13日對於地鐵隨車員或巴士駕駛在工作期間使用其他手持設備的行為，通過了一項較新、較嚴格的零容忍政策以防止類似事故再次發生。該項政策是在一名地鐵乘客將隨車員於操作列車時發簡訊的畫面錄影下來後的隔天宣佈的。

## 收費系統

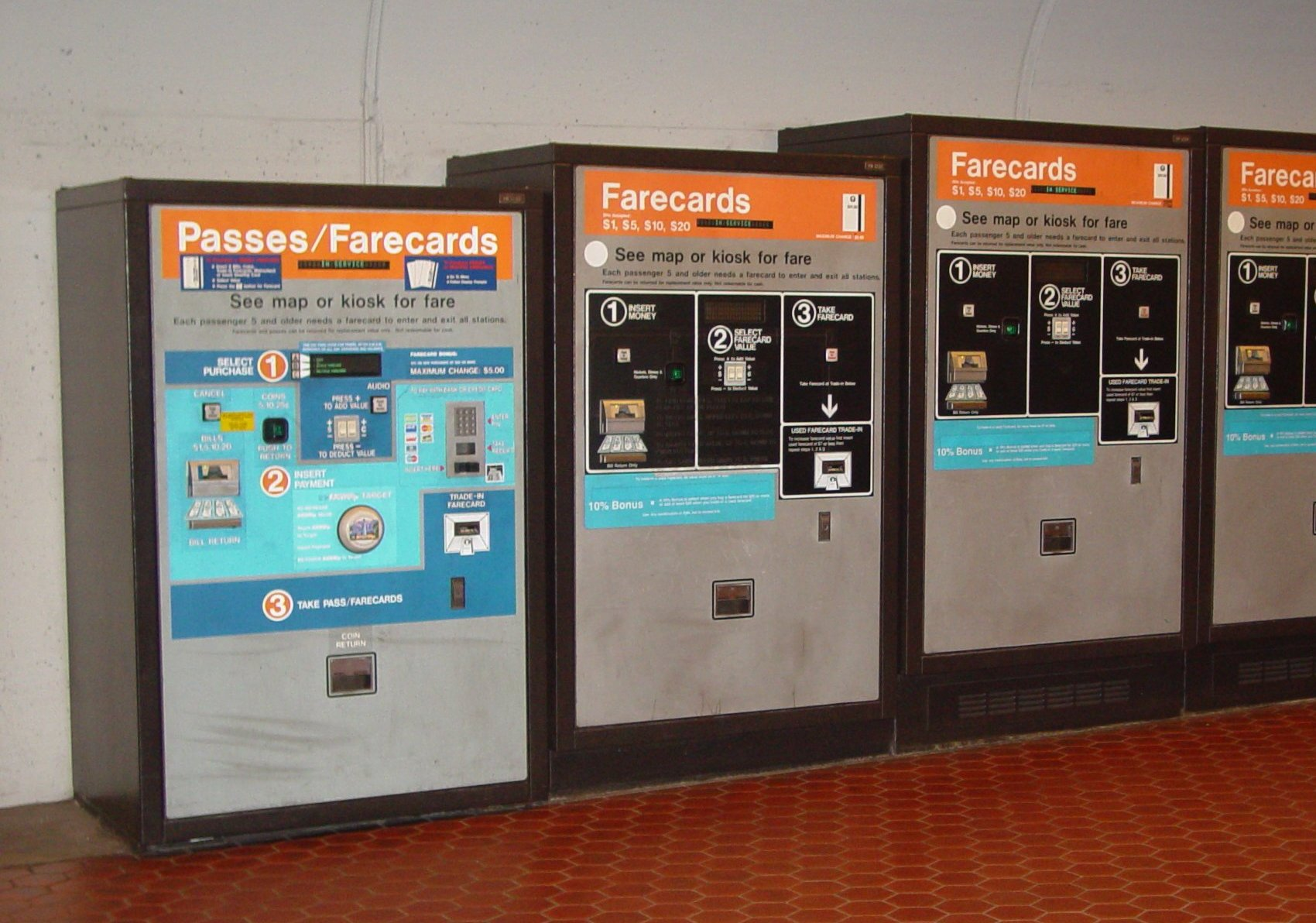
地鐵站內的自動售票機

地鐵車費會依據搭乘距離及進站時間而有所差異。在平常時段（週日至週五為早上開業時間至9點30分、15時至19時，週五及週六晚間從凌晨2點至歇業時間）的車費依行駛站數，介於1.65美元至4.50元之間，其他時段車費則為1.35美元、1.85元或2.35元。學齡兒童、殘障人士及長者享有折扣優惠。除了哥倫布日、退伍軍人節、馬丁·路德·金紀念日、總統節四個會在尖峰時段加開班次的節慶外，其他國定假日期間的車費都會降價。
地鐵乘客使用一種稱為「智慧旅」（SmarTrip）的智慧卡，出站時費用會從餘額中扣除。闸机于2016年3月6日停止接受纸质票价卡，只接受SmarTrip。這種卡主要是在各站的販賣機購得，儲值用罄可以補值重新利用。乘客也可以在大部份的售票機構買乘車證，這種乘車證用法同SmarTrip，但可以讓乘客在一定時段無限制地在地鐵系統內搭車。有些乘車證會限制搭乘時間和距離。用戶可以對任何一種卡增值，但是當車費比餘額還多時，乘客必須額外支付出站費。就算SmarTrip卡內的餘額降為負值，持卡者還是可以出站，但必須在下次進站前將卡增值。需要換車的旅客無須走出驗票閘門就可在付費區內換乘其他路線。SmarTrip持卡者在地鐵和巴士間轉乘時享有折扣優惠。
2010年1月7日，華盛頓都會交通局同意在4月至7月期間將地鐵及巴士車費調漲10美分以彌補預算差額。
2018年1月25日交通局董事會批准“Rush Hour Promise”项目，从2018年1月26日起对延误超过15分钟的地铁出行补偿3美元，巴士出行补偿1美元。

## 未來發展
華盛頓都會區交通局估計2030年華盛頓地鐵的每日乘客量可達到100萬人次，增加系統容量的需求，促成了為地鐵新增220輛車及重訂列車行駛路線的計畫，以紓解各重要大站的壅擠情形。 而首都地區的人口成長也加快了擴大服務、增設車站及新鋪路線的腳步。

### 藍線分流方案
藍線列車目前與橘線列車共用一條隧道以穿越波多馬克河，卻限制了彼此的服務水準、拉大各線班距，而造成瓶頸及乘客不便。在一項2001年的方案中，是藉由建造一座連接喬治鎮（特區境內）及維吉尼亞州的橋梁或隧道來使羅斯林站至體育場-軍械庫站（Stadium-Armory）路段的藍橘兩線分流，之後卻因經費問題而作罷。2008年10月，交通局公布了一項研究，探討將藍線改道經14街大橋（目前為黃線列車使用）過河的可能性。該分流方案可以增加直達市區的班次，並減緩羅斯林隧道的擁擠。要是實施的話，綠帶站（Greenbelt）至法蘭克尼亞-春田站間新增的營運模式可能變成一條新路線。

### 貝爾瓦堡及米德堡延伸線
2005年，美國國防部宣布將在2012年分別於維吉尼亞州的貝爾瓦堡（Fort Belvoir）增加1萬8千個工作機會、馬里蘭州的米德堡（Fort Meade）增加5000個就業機會，以作為該年基地調整和關閉計畫（2005 Base Realignment and Closure）的一部份。地方官員及軍方為了因應這次更動，建議將藍線和綠線延伸到兩個基地。綠線延伸計畫的費用可能達到每英里1億美元，到貝爾瓦堡的輕軌延伸線則估計耗資8億美元，然而兩者都尚未建立計畫及興建的時程表。

### 波多馬克場站
2008年，官方開始考慮在藍線及黃線的羅納德·里根華盛頓國家機場站及布雷多克路站（Braddock Road）之間，亞歷山卓市的波多馬克調車場新增一座車站的可能性。2010年，亚历山德里亚市议会批准了2.4亿美元的车站建设计划中的一部分。2019年12月开工建设，预计2023年开通。

### 相关的非WMATA项目

紫線的提議路線

- 除地鐵之外，還有數項輕軌和路面電車的計畫被提議出來以補充地鐵路網外的補充路線。如前述的銀線和計畫中的紫線均於1980年代提出。[50]紫線的計畫原本是個連接地鐵輻射路線的環狀高運量鐵路方案，大致上接近首都環線公路的路徑。[51]現行的方案則是在馬里蘭州境內建造一條轻轨，西起紅線貝塞斯達站（Bethesda），行經紅線的銀泉站（Silver Spring）及綠線的學院市-馬里蘭大學站（College Park–University of Maryland）東抵橘線新卡羅頓站，如此便可減少郊區各地鐵站間的往返時間，不必繞到市中心換車。[52]截至2022年，正在建造，计划于2026年开放。

- 哥伦比亚特区交通局正在建立新的华盛顿特区电车系统，以改善该地区的运输接驳。目前运行唯一一条路线，H街/本宁线于2016年2月27日开通运营。

## 外部連結
- 華盛頓都會區交通局（英文）
- 捷運警察（英文）
- StationMasters Online，車站周邊地圖及全景照片（英文）
- Urbanrail.net （页面存档备份，存于）（英文）
- MetroRiders.Org （页面存档备份，存于） （英文）
- Dulles Corridor Metrorail Project （页面存档备份，存于）（英文）
- Dulles Corridor Rail Association （页面存档备份，存于）（英文）
- Metro Compact（英文）
- Building the Washington Metro （页面存档备份，存于）（英文）